# Uzbeg Kan
Mohammad Öz-Beg (turco öz : auténtico + beg : señor), conocido como Uzbeg fue sultán y príncipe mongol de la Horda de Oro. Fue el kan que más tiempo gobernó dicho estado.
Nació en 1282 y reinó de 1321 hasta su muerte ocurrida en 1341.
Hijo del príncipe Tugril y nieto del kan Mnegü Temür, sucedió a su tío Toqta. Convertido al islam tomó el nombre de Ghiyas ad-din Mohammed, aplicó la tolerancia habitual de los mongoles. Su hermana, Konchaka, bautizada con el nombre de Agafia, se casó, en 1317 con el príncipe Yuri de Moscú. Durante su reinado se vio envuelto en agitaciones políticas con el Principado de Tver y los comerciantes venecianos en Crimea, y una alianza marital fallida con la hija del emperador Andrónico III de Bizancio.
Fue sucedido por su hijo Jani Beg (en).
El pueblo de la dinastía, pariente de los Shaybanidas, adoptó su nombre y fue así conocido con el nombre de Uzbegkan.
- Datos: Q335097
- Multimedia: Oz Beg Khan / Q335097